# Tarenna campaniflora
Tarenna campaniflora är en måreväxtart som först beskrevs av Joseph Dalton Hooker, och fick sitt nu gällande namn av Nambiyath Puthansurayil Balakrishnan. Tarenna campaniflora ingår i släktet Tarenna och familjen måreväxter. Inga underarter finns listade i Catalogue of Life.